# Kozarno
Kozarno este o localitate din comuna Brda, Slovenia, cu o populație de 50 de locuitori.